# Patrick Favre
Patrick Favre (* 30. Juli 1972 in Aosta) ist ein ehemaliger italienischer Biathlet.
Bei den Biathlon-Weltmeisterschaften 1997 in Osrblie gewann Favre mit der italienischen Staffel die Bronzemedaille. Zwei Jahre später gewann er bei den Biathlon-Weltmeisterschaften 1999 in Kontiolahti die Silbermedaille im Sprint. In der Saison 1994/95 wurde er hinter Jon Åge Tyldum Zweiter des Gesamtweltcups. Patrick Favre nahm 1994 und 1998 an den Olympischen Winterspielen teil. Im Jahr 2001 beendete er seine Laufbahn als Biathlet. Favre war Mitglied der Sportfördergruppe der italienischen Alpini.
Von 2012 bis 2018 war er Nationaltrainer der italienischen Biathleten.
Danach arbeitete er bis 2023 als Schießtrainer der französischen Männermannschaft unter Vincent Vittoz.
Bilanz im Weltcup
Die Tabelle zeigt alle Platzierungen (je nach Austragungsjahr einschließlich Olympische Spiele und Weltmeisterschaften).
- 1.–3. Platz: Anzahl der Podiumsplatzierungen
- Top 10: Anzahl der Platzierungen unter den ersten zehn (einschließlich Podium)
- Punkteränge: Anzahl der Platzierungen innerhalb der Punkteränge (einschließlich Podium und Top 10)
- Starts: Anzahl gelaufener Rennen in der jeweiligen Disziplin

| Platzierung | Einzel | Sprint | Verfolgung | Massenstart | Staffel | Gesamt |
| ----------- | ------ | ------ | ---------- | ----------- | ------- | ------ |
| 1. Platz    | 1      | 1      |            |             |         | 2      |
| 2. Platz    | 1      | 1      |            |             | 2       | 4      |
| 3. Platz    |        | 1      |            |             | 3       | 4      |
| Top 10      | 10     | 12     | 3          | 1           | 25      | 51     |
| Punkteränge | 18     | 28     | 13         | 5           | 27      | 91     |
| Starts      | 41     | 67     | 29         | 5           | 27      | 169    |